# Craspedosis aflava
Craspedosis aflava är en fjärilsart som beskrevs av Rothschild 1915. Craspedosis aflava ingår i släktet Craspedosis och familjen mätare. Inga underarter finns listade i Catalogue of Life.